# Betsey Johnson
Betsey Johnson (Wethersfield, Connecticut, 10 de agosto de 1942) é uma designer americana mais conhecida por seus desenhos femininos e lunáticos. Muitos de seus projetos são considerados "os melhores" e mais bonitos. Ela também é conhecida por desfilar no final dos seus desfiles de moda.